# 理查·E·格兰特 (古生物学家)
理查·E·格兰特（英語：Richard E. Grant，1927年—1994年）是一位美国古生物学家，从1972年起至逝世一直工作于美国国立自然历史博物馆，以研究二叠纪时期的腕足类知名。